# 33400 Laurapierson
33400 Laurapierson è un asteroide della fascia principale. Scoperto nel 1999, presenta un'orbita caratterizzata da un semiasse maggiore pari a 2,7923398 UA e da un'eccentricità di 0,0630468, inclinata di 7,45242° rispetto all'eclittica.